# Cornelius Stewart
Cornelius Stewart (Questelles, 7 de outubro de 1989) é um futebolista de São Vicente e Granadinas que atuava como atacante. Atualmente defende o Abahani Limited Dhaka e a Seleção São-Vicentina.

## Carreira em clubes
Revelado pelo Hope International, Stewart estreou profissionalmente em 2009, no Whitecaps Residency, a equipe de reservas do antigo Vancouver Whitecaps. Promovido ao elenco principal em 2010, foi "rebaixado" ao Residency, onde faria uma partida no mesmo ano. Ele ainda disputou 4 jogos pelo time Sub-23 do Whitecaps antes de se mudar para Trinidad e Tobago, tendo assinado com o Caledonia AIA em 2012.
Teve ainda passagens por equipes da Finlândia (OPS, VPS e PS Kemi) antes de seguir carreira no futebol asiático desde 2017, atuando por TC Sports Club, Maziya (ambos das Maldivas), Minerva Punjab (Índia), Sheikh Jamal Dhanmondi e Abahani Limited Dhaka (ambos de Bangladesh), sua atual equipe.

## Seleção São-Vicentina
Com passagem pela seleção Sub-20 de São Vicente e Granadinas entre 2007 e 2009, Stewart fez sua estreia pela equipe principal ainda em 2007, num amistoso contra o Haiti, e marcou seu primeiro gol em agosto de 2010, na vitória por 7 a 0 sobre Montserrat.
É o jogador que mais defendeu São Vicente e Granadinas na história, com 68 partidas disputadas, e está empatado com Myron Samuel como terceiro maior artilheiro, com 23 gols.

## Títulos
Caledonia AIA
- Copa de Trinidade e Tobago: 2012–13
- Copa da Liga de Trinidad e Tobago: 2012
- Trinidad and Tobago Goal Shield: 2012
- Campeonato de Clubes do Caribe: 2012

PS Kemi
- Ykkönen: 2015

Maziya
- Dhivehi Premier League: 2019–20